# Antonym
Med motsatsord avses ord som kan sägas stå i motsatsförhållande till varandra. Om det finns en gradmotsats, dvs. om förnekandet av det ena ordet inte nödvändigtvis är ett bejakande av det andra, brukar man tala om antonymi. Exempelvis är inte gammal inte nödvändigtvis samma sak som ung. 
En antonym anger vilket ord som ligger på motsatta sidan av den dikotomi som ett visst ord tillhör. Exempel på antonyma ordpar: 
tät {\displaystyle \quad \Leftrightarrow \quad } gles
stor {\displaystyle \quad \Leftrightarrow \quad } liten
rik {\displaystyle \quad \Leftrightarrow \quad } fattig.

## Antonymitet och komplementaritet
Två antonymer till ett och samma ord behöver inte vara synonyma, eftersom de kan relatera till olika grundbetydelser av grundordet (det vill säga syfta till olika dikotomier). Både ond och äcklig är antonymer till god, men de är för den sakens skull inte synonymer.
Om däremot förnekandet av det ena ordet innebär ett bejakande av det andra, talar man om komplementaritet. Många komplementära motsatspar konstrueras med hjälp av negerande prefix. Exempel: 
gift {\displaystyle \quad \Leftrightarrow \quad } ogift
formell {\displaystyle \quad \Leftrightarrow \quad } informell
aktivera {\displaystyle \quad \Leftrightarrow \quad } avaktivera.
Ett ord som är antonym till sig själv kallas autoantonym eller kontronym.

## Konversitet och reversitet
Om orden beskriver relationen från olika perspektiv talar man om konversitet. Vi kan således säga att det råder konversitet för ordparen:
far {\displaystyle \quad \Leftrightarrow \quad } son
framför {\displaystyle \quad \Leftrightarrow \quad } bakom
maka {\displaystyle \quad \Leftrightarrow \quad } make
jaga {\displaystyle \quad \Leftrightarrow \quad } fly. 
Om orden däremot uttrycker olika händelser, men där skeendena kan betraktas som motsatta utan att för den skull vara varandras negationer, talar man istället om reversitet. Detta gäller för ordpar som:
höja {\displaystyle \quad \Leftrightarrow \quad } sänka
klä på {\displaystyle \quad \Leftrightarrow \quad } klä av
packa upp {\displaystyle \quad \Leftrightarrow \quad } packa ner
förlänga {\displaystyle \quad \Leftrightarrow \quad } förkorta.

## Annan karakteristik för motsatsord
För många motsatsord finns inga mellanlägen, det är antingen det ena eller det andra, t.ex. levande {\displaystyle \quad \Leftrightarrow \quad } död. 
Ibland går det att göra en mera subjektiv kedja av ord från det ena läget till det andra.
Exempelvis: urbra - bra – hyfsad – okej – halvbra – sådär – inget vidare – dålig – suger - under all kritik – sämsta tänkbara.
Några ord som bildats av ett egennamn har även motsatsord som bildats av egennamn, exempelvis: 
abderitisk {\displaystyle \quad \Leftrightarrow \quad } salomonisk
apollinisk {\displaystyle \quad \Leftrightarrow \quad } dionysisk.
För vissa ord är det lätt att hitta motsatsord, såsom glad {\displaystyle \quad \Leftrightarrow \quad } ledsen, men ibland kan det krävas mer tankeverksamhet, som för ordparen:
beklagan {\displaystyle \quad \Leftrightarrow \quad } lyckönskan
blaserad {\displaystyle \quad \Leftrightarrow \quad } levnadsglad
empati {\displaystyle \quad \Leftrightarrow \quad } känslokyla
kioskvältare {\displaystyle \quad \Leftrightarrow \quad } lagersuccé.